# Phong trào sinh viên Hoa Hướng Dương
Phong trào sinh viên Hoa Hướng Dương (giản thể: 太阳花学运; phồn thể: 太陽花學運; Hán-Việt: Thái Dương hoa học vận; bính âm: Tàiyáng huā xué yùn, còn được gọi là Phong trào 318 (318學運 - 318 Xué yùn), là sự kiện sinh viên Đài Loan biểu tình và chiếm tòa nhà của Lập pháp viện (Quốc hội) cũng như gây các tiếng vang lớn mạnh để  phản đối việc Quốc dân đảng (Quốc dân đảng) cầm quyền lúc bấy giờ thông qua Hiệp định Thương mại dịch vụ xuyên eo biển (CSSTA) mà không xem xét từng điều khoản. . Cuộc biểu tình bắt đầu vào ngày 18 tháng 3 năm 2014, từ chiếm Lập pháp viện và sau đó là lan sang cả Hành chính viện Trung Hoa Dân Quốc. Các sinh viên bày tỏ sự phản đối việc ký kết và thông qua Hiệp định Thương mại Dịch vụ xuyên eo biển giữa Đài Loan và Trung Quốc, của Quốc Dân Đảng (Đảng cầm quyền) tại Lập pháp viện mà không cần xem xét những điều khoản theo như thỏa hiệp trước đây của hai chính đảng. Những người biểu tình có ý thức rằng hiệp định thương mại và dịch vụ này ký kết với Trung Quốc sẽ gây ra tổn thương đối với nền kinh tế của Đài Loan và khiến hòn đảo này trở nên dễ dàng bị áp lực chính trị từ Bắc Kinh.
Phong trào đánh dấu lần đầu trong lịch sử của Trung Hoa Dân Quốc, cơ quan lập pháp bị người dân biểu tình chiếm đóng. Tờ BBC bình luận rằng phong trào có thể là quá trình dân chủ hóa rộng hơn của Đài Loan, với sự an toàn cho phép nhân dân, không phải đảng chính trị, quyết định vận mệnh của hòn đảo này.

## Biểu tượng
Thuật ngữ "Phong trào sinh viên Hoa hướng dương" định nghĩa sự sử dụng hoa hướng dương bởi những người biểu tình như một biểu tượng của niềm hy vọng. [18] Thuật ngữ này đã được phổ biến sau khi những người trồng hoa đóng góp 1000 hoa hướng dương cho các sinh viên bên ngoài tòa nhà Lập pháp để thể hiện tinh thần ôn hòa, theo châm ngôn "một nhành hoa thay cho nòng súng"., "Hoa hướng dương" cũng ngụ ý liên quan đến "Phong trào Hoa Ly Ly Rừng năm 1990" đã thiết lập một mốc quan trọng trong việc dân chủ của Đài Loan. Phong trào cũng được gọi là "Phong trào sinh viên 18 tháng 3" (318 學運 - 318 Xué yùn - 318 Học vận) hoặc "Sự kiện chiếm giữ Quốc hội "(佔領國會事件 - Zhànlǐng guóhuì shìjiàn - Chiếm lĩnh Quốc hội sự kiện).

## Cơ sở
Ngày 17 tháng 3 năm 2014, Trung Quốc Quốc Dân Đảng (KMT) đã đơn phương tuyên bố tại Viện Lập pháp, rằng sẽ thông qua các Hiệp định Thương mại Dịch vụ xuyên eo biển giữa Đài Loan và Trung Quốc (Cộng hòa Nhân dân Trung Hoa), hợp thức hóa về tính pháp lý mà không xem xét lại các điều khoản theo quy định như thoả thuận trước đó với Đảng đối lập - Dân Tiến Đảng (DPP), vào tháng 6 năm 2013. Tháng 9 2013, hai bên đã đồng ý tổ chức 16 buổi điều trần công khai về các chi tiết của thỏa thuận thương mại cùng với các viện nghiên cứu, tổ chức NGO và đại diện các lĩnh vực thương mại bị ảnh hưởng bởi thỏa thuận. Sau đó, Quốc Dân Đảng đã chủ trì tám buổi điều trần trong vòng một tuần; tuy nhiên, một số thành viên của các nhóm xã hội, tổ chức NGO, và đại diện doanh nghiệp từ các ngành công nghiệp bị ảnh hưởng hoặc là không được mời hoặc đã được thông báo trong những phút cuối. Thậm chí, ngay cả khi các viện nghiên cứu và đại diện khu vực kinh doanh đã cho ý kiến của mình trong các buổi điều trần, chủ tọa Ủy ban hành chính nội bộ của cơ quan lập pháp, Chang Ching -chung thành viên KMT, cho biết thỏa thuận này phải được thông qua như một toàn thể, và không thể được sửa đổi. Khi đảng đối lập DPP đã chưa hoàn thành tám buổi điều trần trước ngày 17 tháng 3 năm 2014; và tính bế tắc về lập pháp diễn ra sau đó khi Chang, trích dẫn Điều 61 của Hiến pháp, thông báo rằng quá trình xem xét đã quá thời hạn xem xét 90 ngày. Thỏa thuận, theo quan điểm của Quốc Dân Đảng KMT, do đó cần xem xét, và phải được nộp cho một phiên họp toàn thể vào buổi bỏ phiếu cuối cùng, ngày 21 tháng 3 năm 2014.

## Chiếm đóng
Khoảng 9 giờ tối, giờ địa phương (GMT+8) ngày 18 tháng 3 năm 2014, đám đông sinh viên, học giả, tổ chức dân sự và những người biểu tình khác vượt qua hàng rào và tiến vào cơ quan lập pháp. Trong lúc xung đột, một cửa sổ của tòa nhà lập pháp đã bị đập vỡ và một cảnh sát bị thương nghiêm trọng. Một luật sư được chỉ định cho những người biểu tình nói rằng sáu cá nhân đã bị bắt trong cuộc biểu tình cho đến nay. Trong khi hàng trăm người biểu tình vẫn bên ngoài tòa nhà, khoảng 300 người biểu tình chiếm đóng một tầng của tòa nhà qua đêm và đã thành công trong việc ngăn ngừa một số nỗ lực của cảnh sát để trục xuất họ. Những người biểu tình yêu cầu xem xét lại điều khoản theo điều khoản của thỏa thuận, nếu không họ tuyên bố sẽ chiếm cơ quan lập pháp cho đến ngày 21 tháng 3, lúc kế hoạch bỏ phiếu và thông qua được thực hiện. Khi đêm đến, các cơ quan chức năng cắt điện và nước tại tòa nhà. Cảnh sát chống bạo động được gửi để trục xuất những người biểu tình, nhưng chỉ thị không được thực hiện.
Sau khi phong trào bắt đầu được một khoảng thời gian, hàng ngàn cảnh sát chống bạo động từ Cơ quan Cảnh Sát Quốc gia đã được huy động trên toàn quốc và vây quanh những người biểu tình. Vào ngày 20 tháng 3, viện trưởng của Lập pháp viện (tức Chủ tịch Quốc hội) Vương Kim Bình hứa rằng cảnh sát sẽ không sử dụng vũ lực đối với những người biểu tình.
Vào ngày 21, Vương Kim Bình từ chối cuộc gặp với Tổng thống Mã Anh Cửu và Viện trưởng hành chính viện (tức Thủ tướng) Giang Nghi Hoa để bàn về việc phản ứng như thế nào, trích lời rằng Tổng thống nên lắng nghe nguyện vọng của người dân và một sự thỏa hiệp là điều cần thiết trước tiên giữa những nhà lập pháp. Ngày 22 tháng 3, viện trưởng Giang gặp với người biểu tình ở bên ngoài cơ quan lập pháp, nhưng nói rằng bộ phận Hành chính không có ý định từ bỏ hiệp ước thương mại. Tại buổi họp báo vào ngày 23 tháng 3, Tổng thống Mã Anh Cửu trình bày lại quyết tâm của ông trong việc thông qua các hiệp định thương mại dịch vụ và khẳng định ông đã không hề hành động theo sự thỏa hiệp từ Bắc Kinh.
Sau những buổi họp báo và hồi đáp, những người biểu tình đã xông vào và chiếm đóng thêm Hành chính viện vào khoảng 7 giờ 30 phút giờ địa phương ngày 23 tháng 3.

## Phản ứng
Vào ngày 21 tháng 3, các hiệu trưởng từ 52 trường thành viên trong Hiệp hội Đại Học Quốc gia Đài Loan ban hành một tuyên bố chung kêu gọi Tổng thống Mã Anh Cửu để đáp ứng yêu cầu của lãnh đạo sinh viên biểu tình, và kêu gọi Tổng thống tham gia vào các cuộc hội đàm càng sớm càng tốt để xoa dịu tình hình. 25 trong số 34 giáo sư tại khoa toán Đại học Quốc gia Đài Loan cũng đã ký một tuyên bố khác nói rằng họ ủng hộ các sinh viên đang biểu tình và nhân dân, nói rằng:
| “ | "Chúng tôi không chống lại việc ký kết hiệp định thương mại, vì chúng ta đang sống trong một thế giới toàn cầu hóa, nhưng quá trình ký kết và xem xét phải được thực hiện minh bạch và đúng thủ tục. Đây là lý do tại sao chúng tôi ủng hộ các yêu cầu của sinh viên, đó là từ chối bất kỳ thỏa thuận ký kết ‘trong hộp đen’." | ” |

Tuyên bố cũng chỉ trích những nhận xét, được thực hiện trước đó bởi một nhân viên cấp cao Bộ Kinh tế, đã mô tả thỏa thuận là "mang lại lợi ích cho các sinh viên bởi vì sau khi thực hiện, họ có thể làm việc ở Trung Quốc và đạt được thu nhập 52.000 Đài tệ một tháng, chứ không phải là 22.000 Đài tệ [thu nhập tại Đài Loan]". Trong tuyên bố, các giáo sư cũng hỏi "Gửi giới trẻ [được giáo dục tại Đài Loan] đến Trung Quốc để làm việc là giải pháp duy nhất của chính phủ cho tiền lương thấp và vấn đề khoảng cách giàu nghèo của quốc gia. 
Liên minh Quốc gia của Hội Phụ huynh cũng đã ban hành một tuyên bố vào ngày 22, mà ủng hộ các sinh viên, kêu gọi đối thoại, và ca ngợi ý thức công dân của sinh viên.
Tờ Tân Hoa Xã của nhà nước Trung Quốc chỉ trích các cuộc biểu tình do sinh viên lãnh đạo, và nghi vấn những hành động và động cơ của sinh viên.
Ngày 19 tháng 3, Tổ chức Ân xá Quốc tế đã đưa ra một tuyên bố kêu gọi sự kiềm chế phản ứng của cảnh sát.

Ngày 30/3, khoảng 120.000 người Đài Loan đã tham gia cuộc biểu tình tại trung tâm Đài Bắc, để phản đối hiệp định thương mại mà chính phủ ký kết với Trung Quốc hồi tháng 7/2013 và hiện đang chờ Quốc hội thông qua, cũng như đòi tổng thống Mã Anh Cửu phải từ chức. Đoàn biểu tình cho rằng bản hiệp định này sẽ gây ảnh hưởng bất lợi cho quốc gia của họ, vì Trung Quốc sẽ dùng thương mại để lung lạc chính trường Đài Bắc.

Trước một phong trào biểu tình rầm rộ như vậy, tổng thống Mã Anh Cửu đã đồng ý với yêu cầu của các sinh viên là đưa ra một đạo luật để giám soát toàn bộ các hiệp định thương mại với Trung Quốc.

Sau ba tuần Quốc hội bị sinh viên Đài Loan chiếm giữ, ngày 06/04/2014, chủ tịch Quốc hội Vương Kim Bình cam kết sẽ không chủ trì các cuộc thảo luận mới nào ở Quốc hội cho đến khi nào đưa ra một đạo luật về việc giám sát các hiệp định thương mại với Trung Quốc.

## Hình ảnh

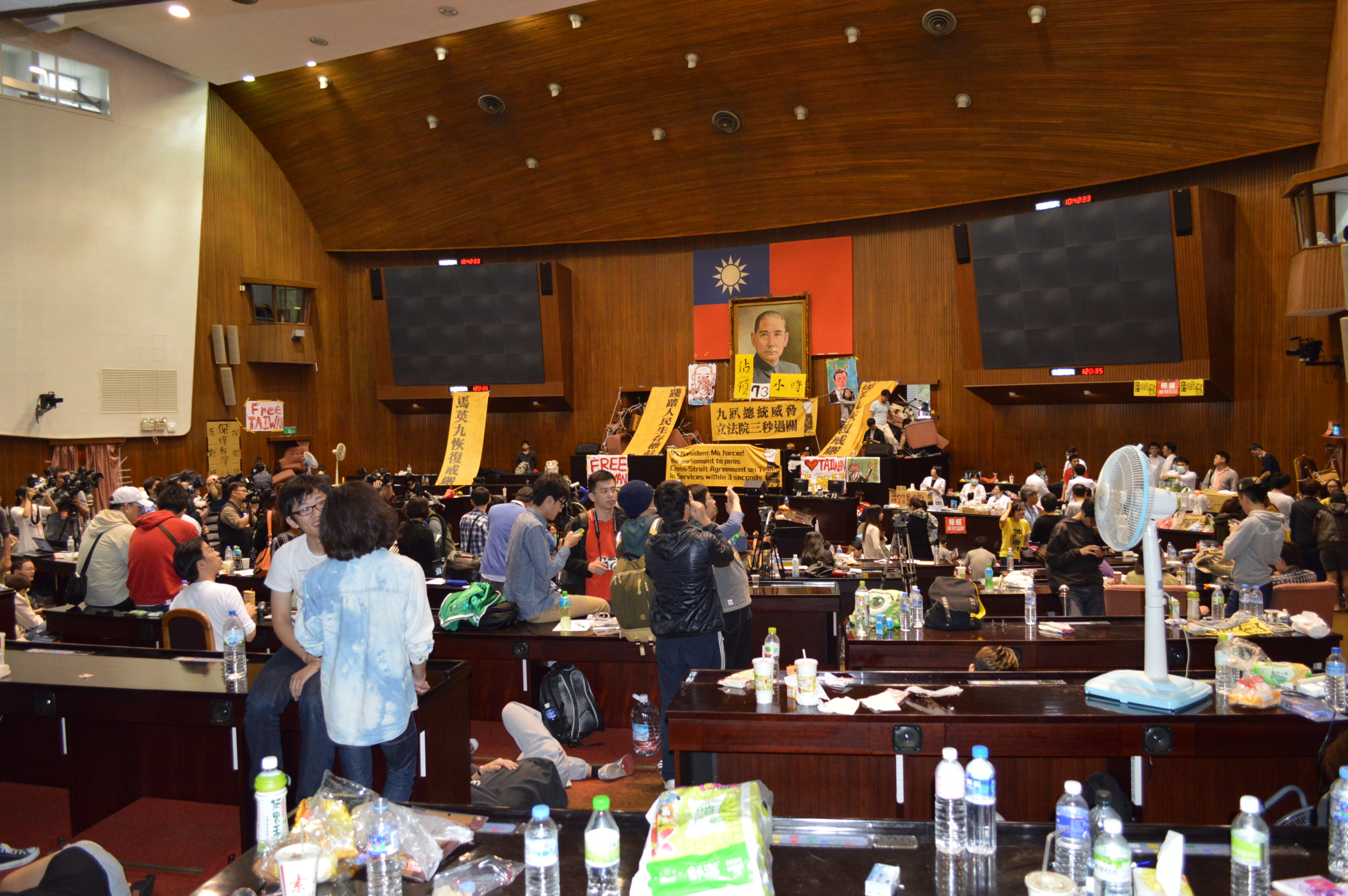
Người biểu tình trong Hành chính viện
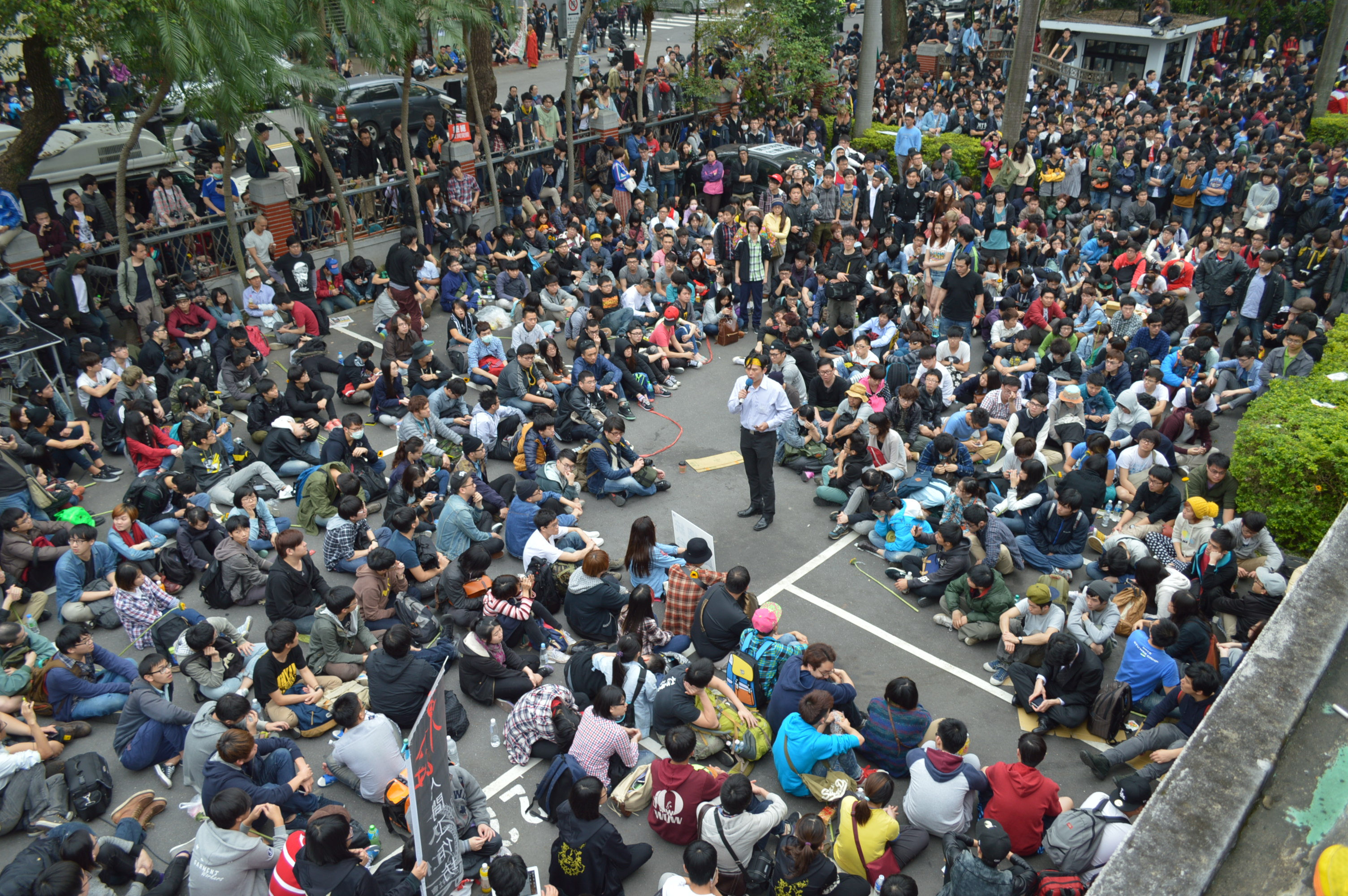
Người biểu tình xung quanh Lập pháp viện
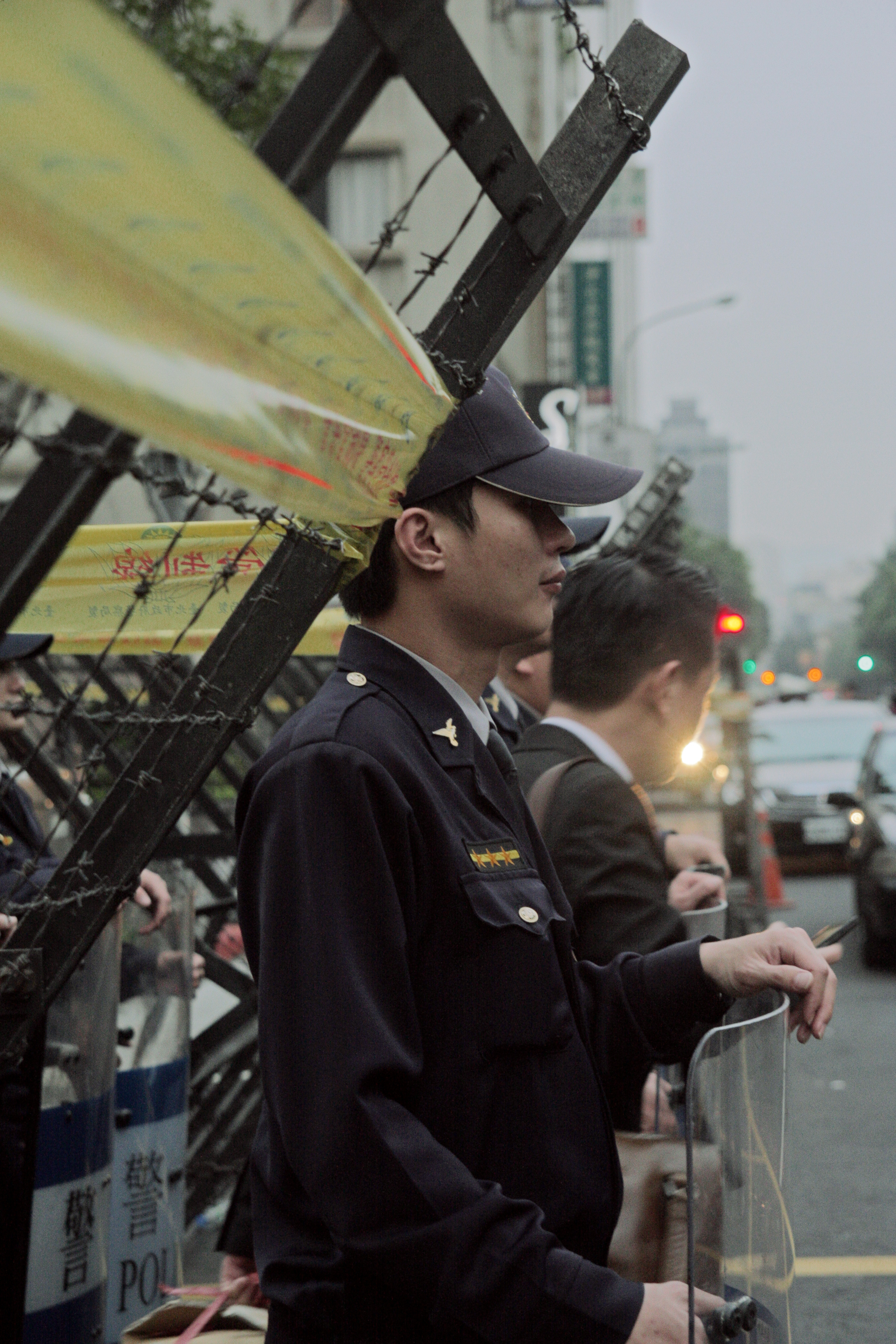
Cảnh sát đang canh gác
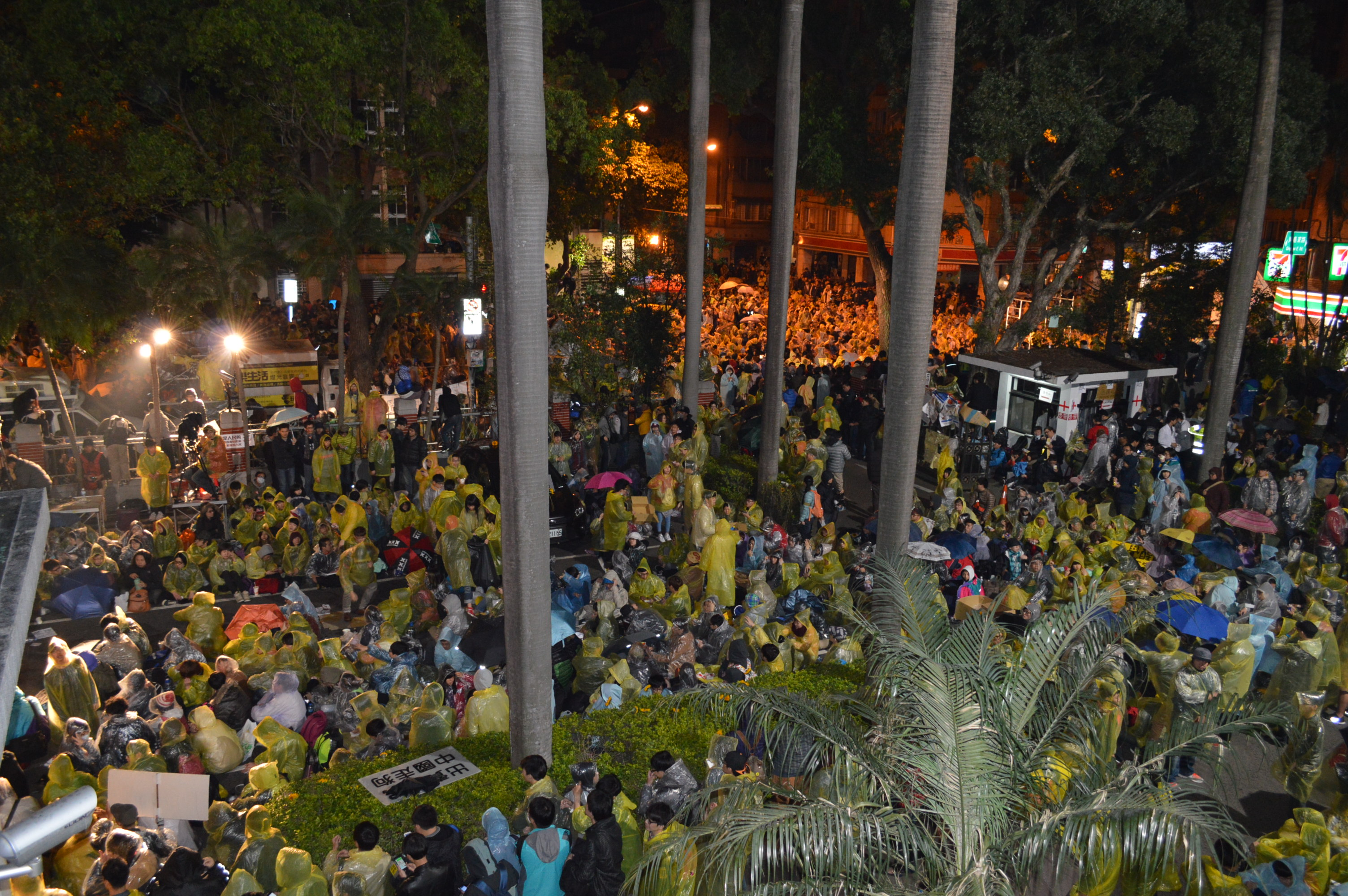
Biểu tình trong mưa
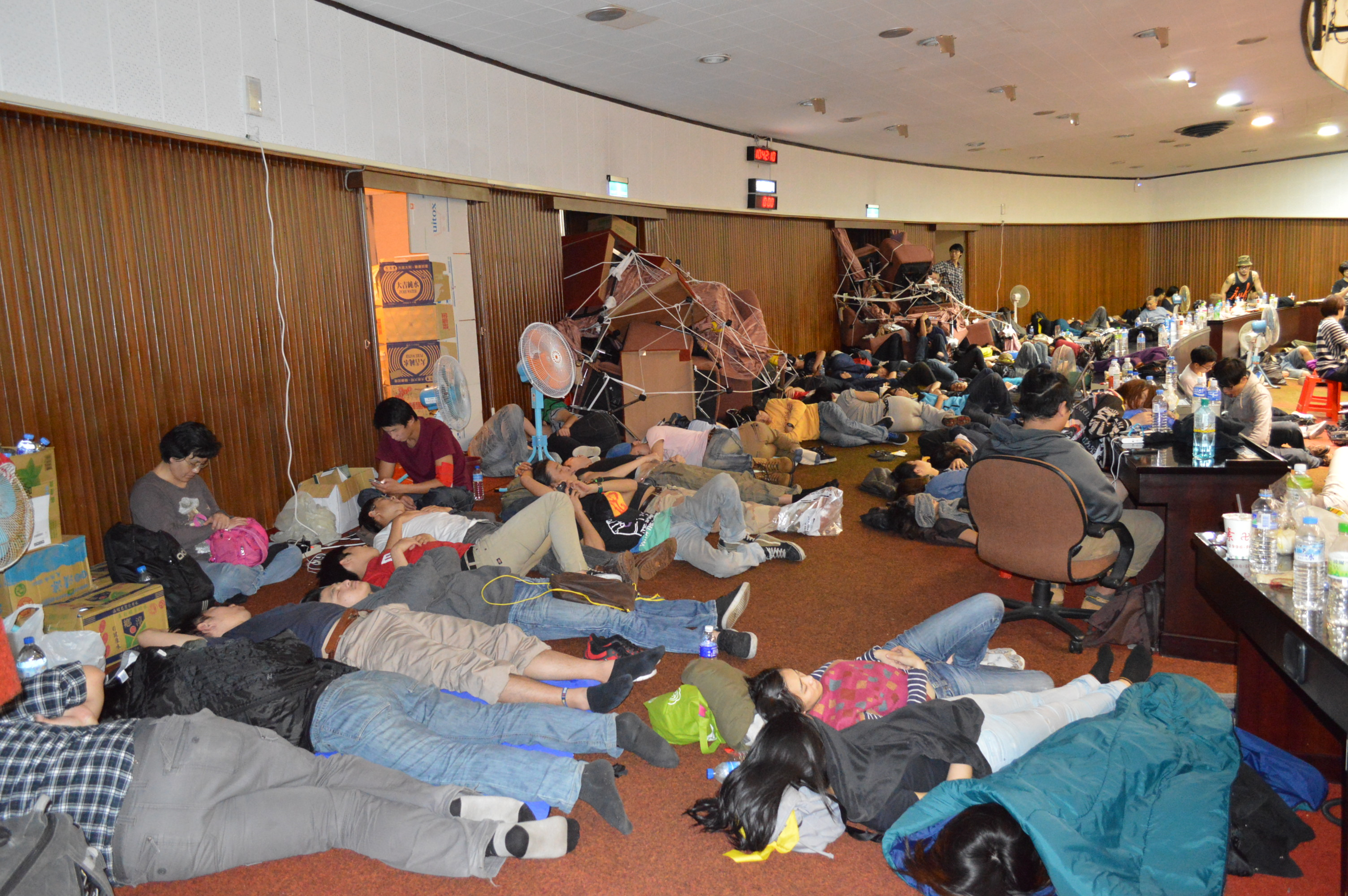
Người biểu tình nghỉ ngơi trong Hành chính viện
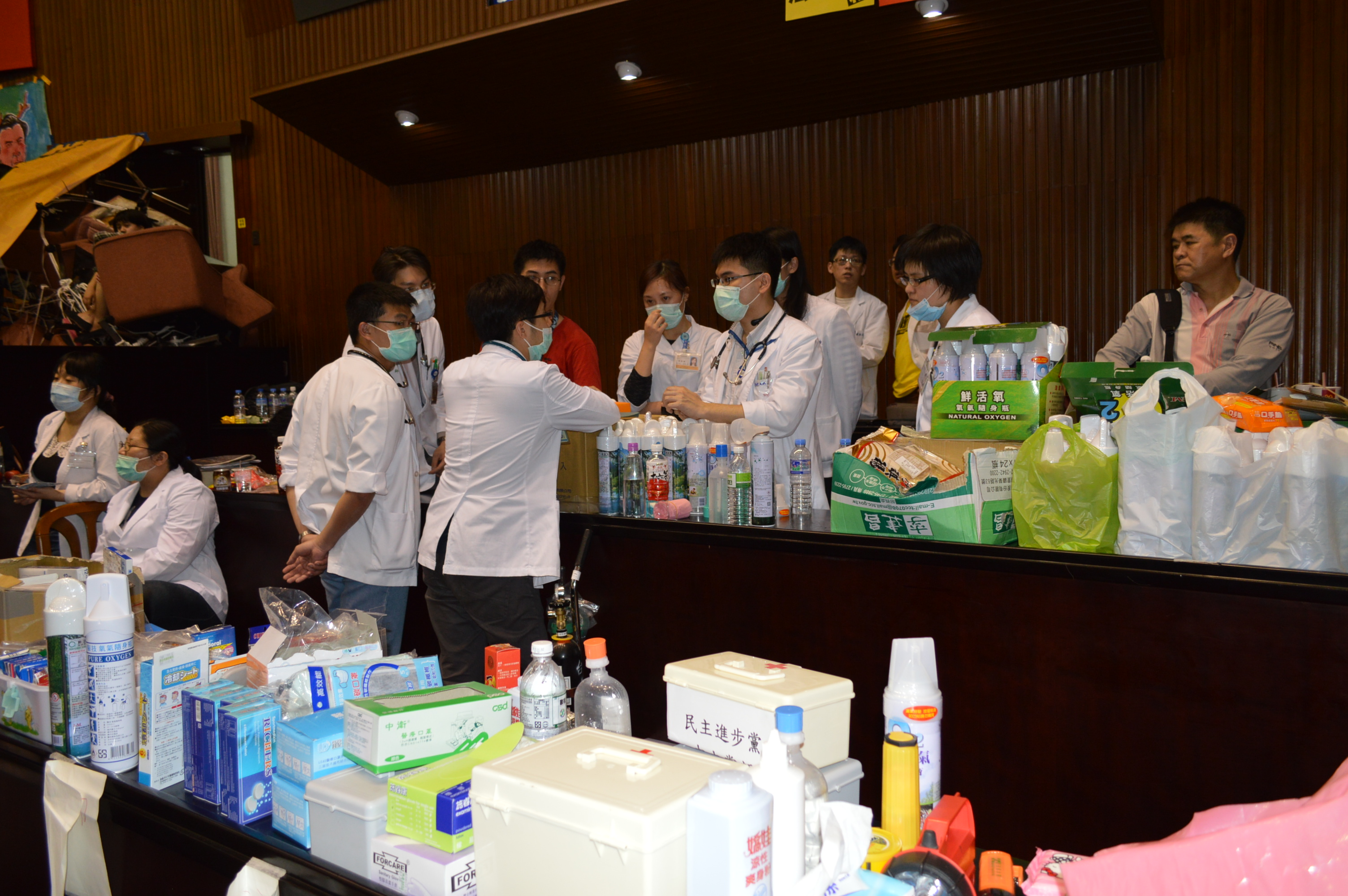
Đội ngũ y tế trong cơ quan Hành chính viện
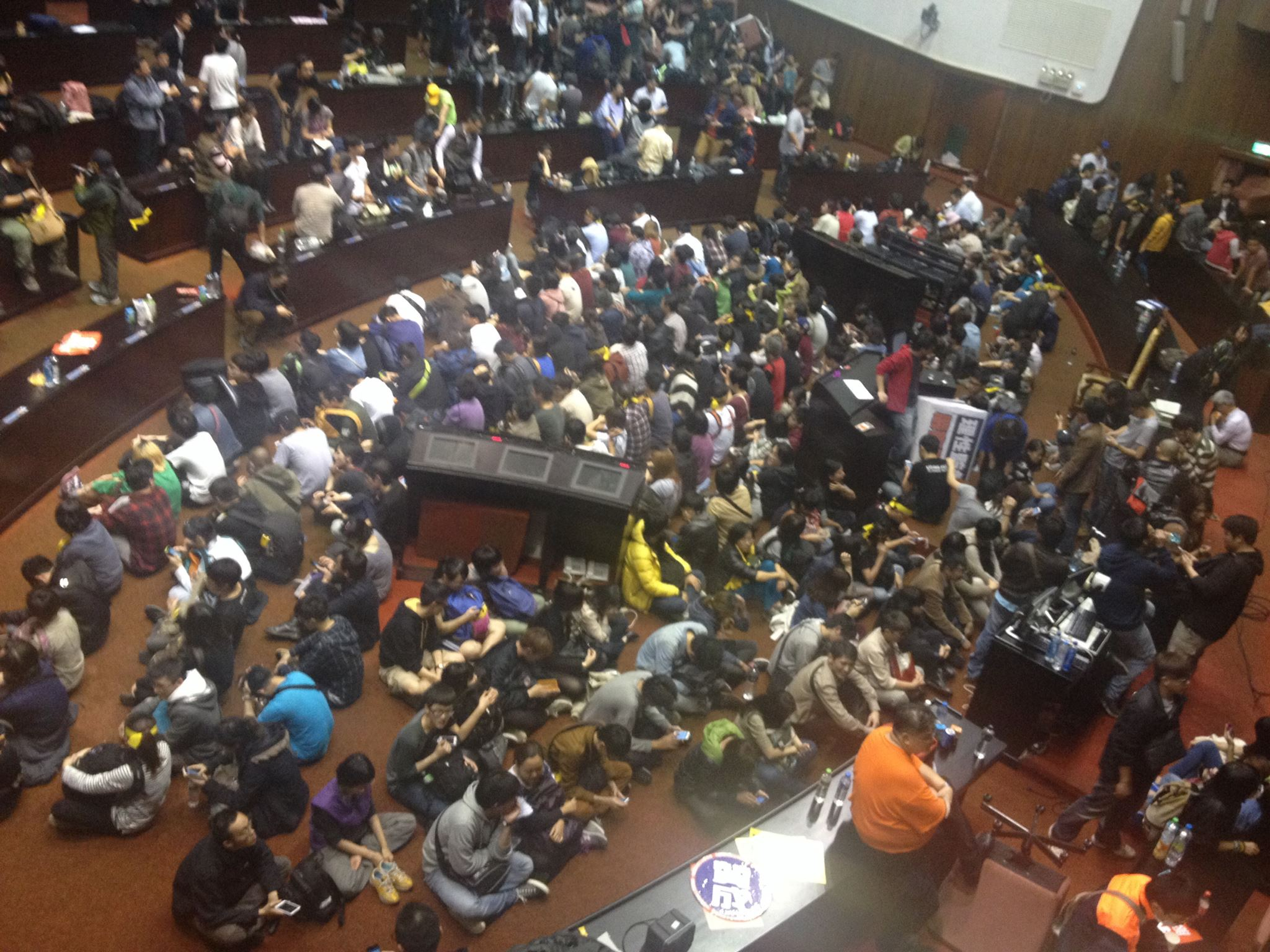
Nhìn từ trên cao
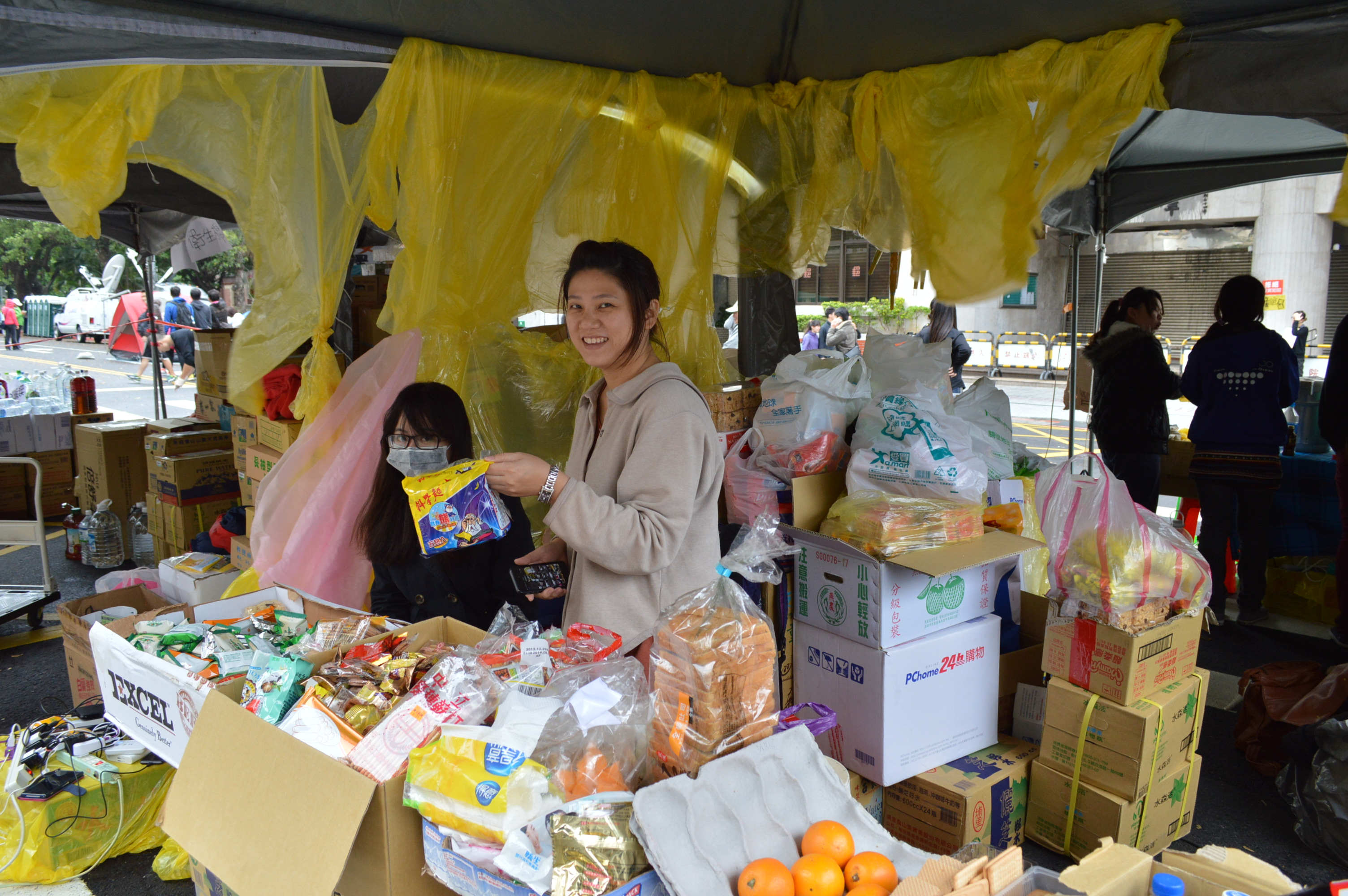
Trung tâm cung cấp thực phẩm
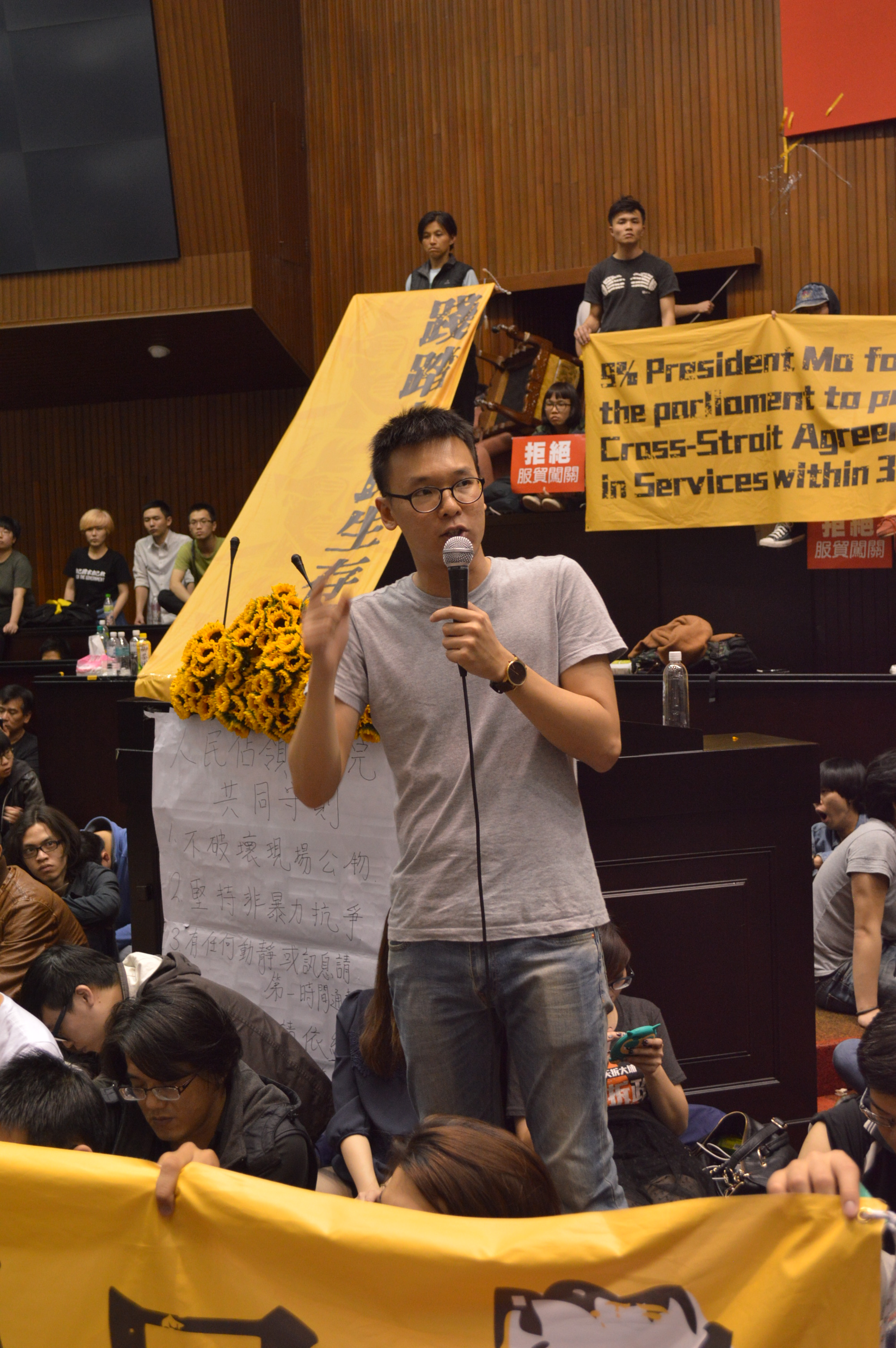
Lãnh đạo sinh viên Lâm Phi Phàm
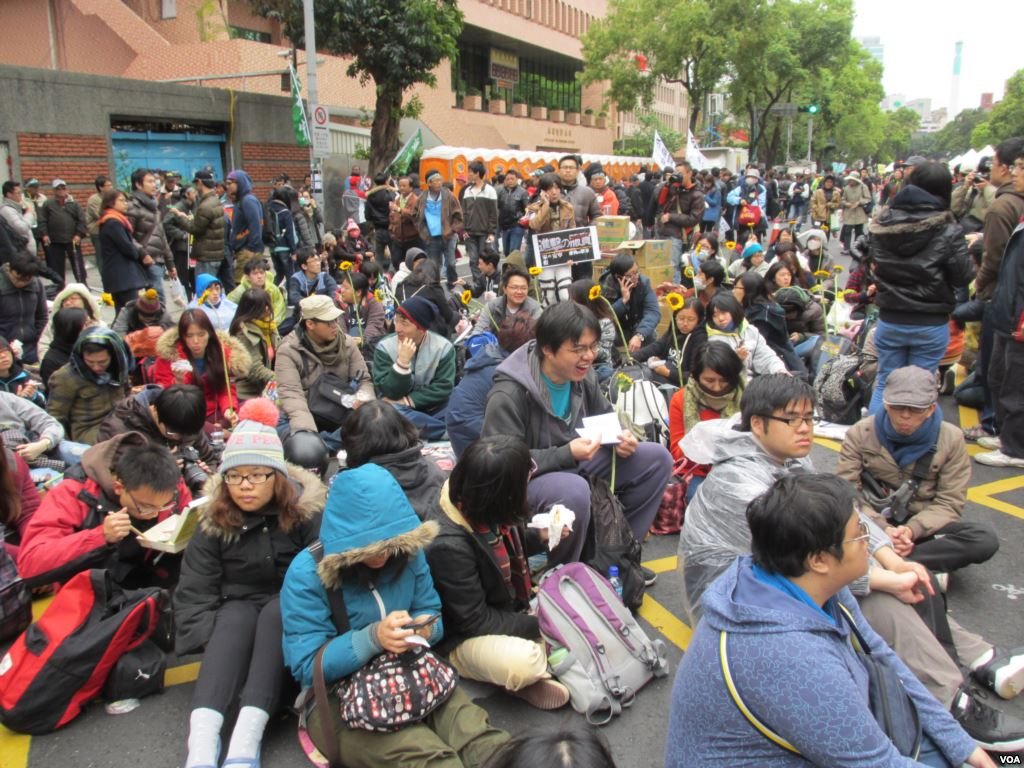
Người biểu tình cầm hoa hướng dương
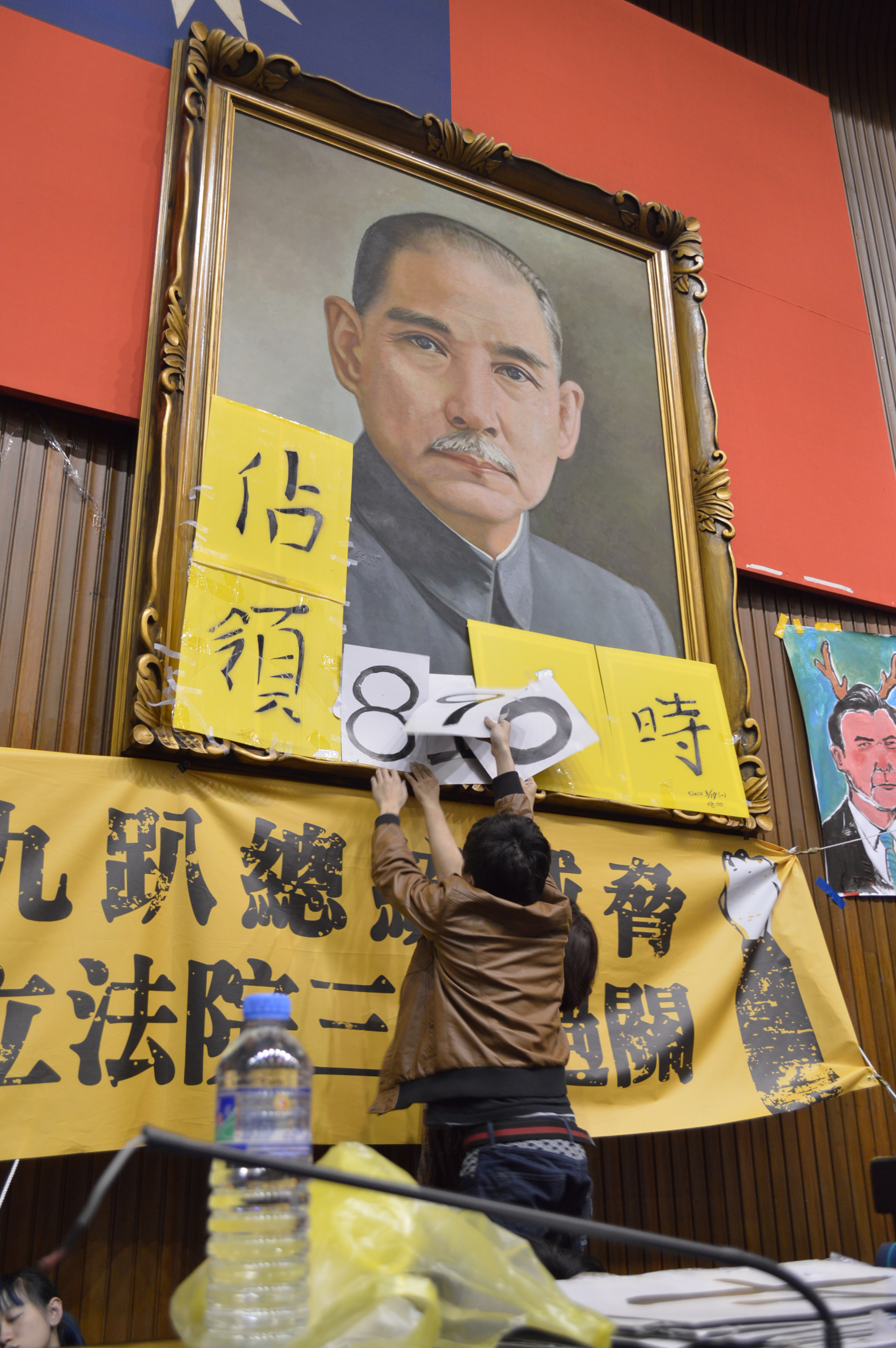
Phong trào vào giờ thứ 90

## Liên kết
- Live Feed from Yuan Chamber
- Movement Page